# 흠성황후 (쩐 왕조)
흠성황후 여씨(欽聖皇后 黎氏, 베트남어: Khâm Thánh Hoàng hậu Lê thị, ? ~ ?)는 베트남의 쩐 왕조 제12대 황제인 쩐 순종의 황후(皇后)로, 제13대이자 마지막 황제 쩐 소제의 어머니이다. 그녀도 호 왕조의 제1대 황제인 호꾸이리(黎/胡季犛)의 딸이다.

## 출신
여성우(黎聖偶)는 호꾸이리(黎季犛•후의 호 황조의 황제)과 휘녕공주(徽寧公主•후의 호 황조의 태자황후)의 딸으로서 알 수 없는 시간에 태어났다. 그녀의 어머니인 태자황후는 쩐 명종의 황녀이고 이 때문에 그녀는 남편인 쩐 순종의 사촌이다. 여씨도 훌륭한 학자 호원징(胡元澄)의 이복동생이고 호 왕조의 제2대 황제 호한트엉(胡漢蒼)의 동생이다.

## 생애
1389년, 황후가 되었고 살아있는 전(殿)은 황원전(皇元殿)이라는 이름을 지었다. 1396년, 쩐 소제를 낳았다. 1398년, 황후의 아버지인 태사 호꾸이리는 그녀의 부군 인 당시의 황제 쩐 순종에게 쩐 소제에게 황권을 주도록 강요했고 순종을 죽여서 그녀는 황태후가 되었다.
1400년, 호꾸이리는 성을 여(黎)에서 호(胡)로 바 꾸었고 그의 외손자이자 황태후의 아들 인 쩐 소제에게 그에게 황권을 주도록 강요했서 '호'라는 새로운 황조를 세웠다. 또한 나라의 이름을 대월제국에서 대우제국(大虞帝国)으로 변경했다. 쩐 소제는 보령대왕(保寧大王)으로 책봉되어서 황태후 여씨는 호 황조의 황녀가 되었다. 역사적인 문서에는 이 그녀의 사망일에 대한 기록이 남아 있지 않다.